# Дорошенко, Андрей Дорофеевич
Андрей Дорофеевич Дорошенко (1644—1709) — наказной гетман Правобережной Украины (1672, 1674), полковник паволоцкий (1673—1674).

## Биография
Происходил из известной казацкой семьи Дорошенки. Родился в городе Чигирин на Киевщине. Сын полковника и наказного гетмана Дорофея Михайловича Дорошенко.
Братья — гетман Правобережной Украины Пётр Дорошенко и наказной гетман Григорий Дорошенко.
В юности участвовал в освободительной войне украинского народа под предводительством гетмана Богдана Хмельницкого против польско-шляхетского владычества (1648—1654). В середине 1660-х гг. попал в московский плен, из которого был освобожден в сентябре 1666 года.
После избрания его старшего брата Петра Дорошенко на должность гетмана Правобережной Украины Андрей стал одним из его главных соратников, исполнял различные поручения своего брата. В июле 1668 года был назначен гетманским наместником на Левобережной Украине.
Летом и осенью 1672 года Андрей Дорошенко носил звание наказного гетмана в Чигирине. В сентябре 1673 года Андрей Дорошенко в окрестностях Киева разбил казацкие отряды Михаила Ханенко, противника Петра Дорошенко. В том же году при поддержке своего брата Петра Дорошенко Андрей был назначен полковником паволочским.
В августе 1674 года в качестве наказного гетмана Андрей Дорошенко вел бои с левобережными казаками и русскими отрядами в окрестностях Смелы и Жаботина, где был ранен. В июле того же года сражался под стенами Чигирина.
В 1675 году Андрей Дорошенко в качестве посла ездил в Москву, чтобы договориться об условиях, на которых Петр Дорошенко согласился сложить звание гетмана. После отречения Петра Дорошенко от гетманства в октябре 1676 года Андрей Дорошенко переселился на Левобережную Украину, где в том же году был избран сосницким сотником.
В дальнейшем проживал в городе Сосница, где скончался в 1709 году.